# William Fairfax (Politiker)

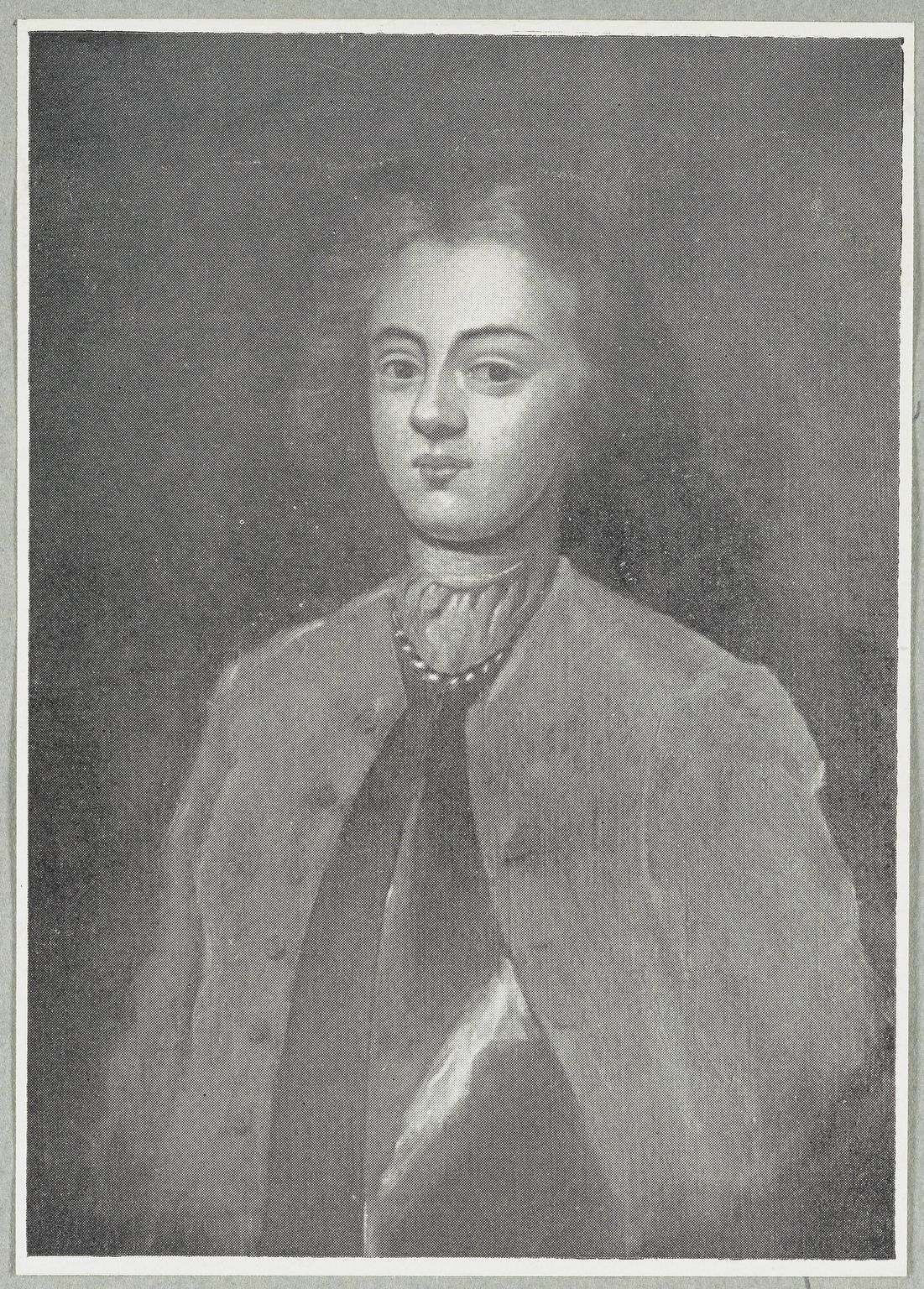
William Fairfax (etwa 1701)

William Fairfax (getauft am 30. Oktober 1691 in Newton Kyme; † 2. September 1757 in Belvoir) war ein britisch-amerikanischer Politiker.

## Leben
Fairfax war der Sohn des Henry Fairfax und seiner Frau Anne Harrison Fairfax. Er entstammte einer wohlhabenden Familie, der schon 1627 der Adelstitel Lord Fairfax of Cameron verliehen wurde. In seiner Jugend hatte er nach einem Schulbesuch mehrere Posten inne, darunter als Soldat. Auf der Suche nach verschiedenen Posten verreiste er durch Europa und St. Helena. Zu dieser Zeit war er mit einer Frau verheiratet, deren Namen unbekannt ist. Sie hatten keine Kinder, die das Erwachsenenalter erreichten.
Im April 1718 verließ er seine Frau in England, um dem Kolonialgouverneur der Bahamas zu assistieren. Er okkupierte mehrere Posten, darunter als Gouverneursrat, als Richter am Vice-Admiralty Court und als Secretary of State der Kolonie. Nachdem seine erste Frau an einem unbekannten Zeitpunkt gestorben war, heiratete er am 27. März 1723 die Offizierstochter Sarah Walker. Ihre zwei Söhne waren George William Fairfax und Bryan Fairfax; ihre zwei Töchter Ann Fairfax und Sarah Fairfax. Es bestanden Gerüche, dass Sarah Walker teil schwarz und ihre gemeinsamen Kinder damit Mulatten seien. Seine Familie würde enge Beziehungen mit dem ersten Präsidenten George Washington knüpfen. Ann Fairfax würde dessen Halbbruder Lawrence Washington heiraten. In den späten 1720ern zog er in die Province of Massachusetts Bay, wo er als Beamter an den Häfen Salem und Marblehead arbeitete. Etwa ein halbes Jahr nach dem Tod seiner zweiten Frau heiratete er am 25. September 1731 Deborah Clark. Sie hatten vor ihrem Tod im Sommer 1747 drei oder vier Kinder.
Im Oktober 1733 wurde er zum Zollbeamten im Distrikt „South Potomac“ ernannt und siedelte im Sommer 1734 in die Colony of Virginia um. Im Auftrag seines Cousins Thomas Fairfax kam er als Landvermesser im zu Reichtum. Dieser verhalf ihm zu mehreren lokalen Richterämtern und dem Erwerb der Plantage Belvoir. 1742 wurde er ins House of Burgesses gewählt und am 16. April 1744 übernahm er einen Posten auf dem Gouverneursrat von Virginia. Diesen hielt er bis zu seinem Lebensende inne. Er war führend in der Diplomatie mit den Franzosen und Indianern. So leitete er das Komitee, das die Botschaft verfasste, die Washington in einer seiner ersten Missionen als Offizier an ein französisches Fort übermittelte. Die weitere Eskalation dieser Diskussion führte ein Jahr später zum Ausbruch des Siebenjährigen Kriegs in Nordamerika. Vom 18. März bis zum 31. März 1757 diente er stellvertretend als Gouverneur Virginias, da sowohl Gouverneur und Vizegouverneur bei einer Konferenz in Philadelphia waren. Ein halbes Jahr später verstarb er.